# 国际联盟妇女大会

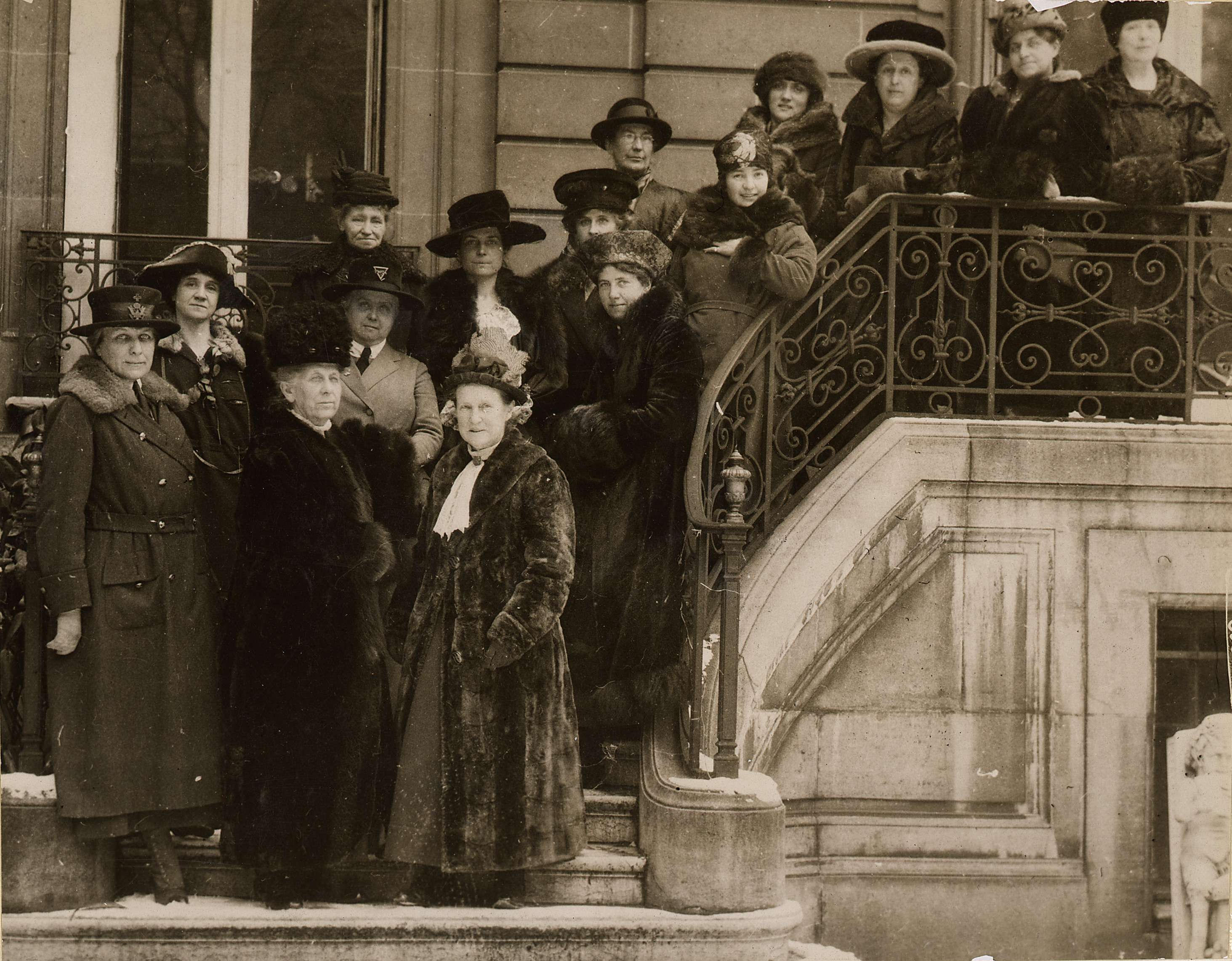
二月国际联盟妇女大会代表（从左至右）：
- 第一排：弗洛伦斯·贾弗里·哈里曼（美）、玛格丽特·德维特-斯伦贝谢（法）、玛格丽特·皮雄-兰德里（法）
- 第二排：朱丽叶·巴雷特·鲁比（美）、凯瑟琳·贝曼·戴维斯（美）、塞西尔·布伦施维格（法）
- 第三排：米利琴特·費塞特（英）、雷·斯特雷奇（英）、罗莎蒙德·史密斯（英）
- 第四排：简·布里戈德（比）、玛丽·帕伦特（比）
- 第五排：妮娜·博伊尔（南非）、路易丝·范登普拉斯（比）
- 第六排：格拉齐耶拉·桑尼诺（意）、伊娃·米茨玛（波）

- 第一排：弗洛伦斯·贾弗里·哈里曼（美）、玛格丽特·德维特-斯伦贝谢（法）、玛格丽特·皮雄-兰德里（法）
- 第二排：朱丽叶·巴雷特·鲁比（美）、凯瑟琳·贝曼·戴维斯（美）、塞西尔·布伦施维格（法）
- 第三排：米利琴特·費塞特（英）、雷·斯特雷奇（英）、罗莎蒙德·史密斯（英）
- 第四排：简·布里戈德（比）、玛丽·帕伦特（比）
- 第五排：妮娜·博伊尔（南非）、路易丝·范登普拉斯（比）
- 第六排：格拉齐耶拉·桑尼诺（意）、伊娃·米茨玛（波）

国际联盟妇女大会（英語：Inter-Allied Women's Conference）于1919年2月10日在巴黎召开，又称盟国与美国妇女参政权大会，是第一次世界大战结束后与巴黎和会同期举行，旨在把妇女问题带入和平进程的国际会议。多次要求参加正式会议遭拒后，国际妇女参政权运动领导人得以向国际劳工立法委员会表达诉求。4月10日，妇女代表获许向國際聯盟委员会提出决议，内容涉及妇女与儿童贩运、政治和参政地位、开展教育改革纳入所有国家人民的人权。
与会妇女代表的大部分目标未能实现，但她们的坚持拉开妇女正式参与国际条约谈判帷幕。她们为女子争得出任国际联盟从工作人员到会议代表在内任何职务的权利，推动通过人道主义劳动条件和制止人口贩卖的规定。妇女得以参与正式和平会议证明她们完全有能力涉身国际决策制订，并将人权事务探讨全球化。

## 背景

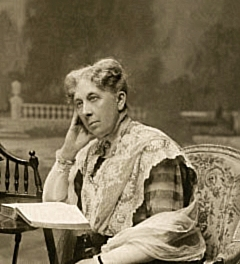
组织大会的玛格丽特·德维特-斯伦贝谢

第一次世界大战影响深远，四大帝国沦落并有众多国家诞生或独立，世界政治、文化、经济和社会气候大变。1919年的巴黎和会旨在初步确立和平条款，计划由全世界33个国家代表参加，还打算以道德和法律原则为基础建立新国际社会秩序:61。为达成目标，大会呼吁非政府组织协助，非政府组织和急于通过大力宣传推动议程的游说团体对此极为关注:62。
和会组织方原计划根据全体会议要求起草条约，但出于恢复国际社会稳定、保密和加快会议进程考虑又不能召集公共议程。和会于是改由英国、法国、意大利、日本和美国几个主要大国的总理、首相和外长为首组成最高理事会，:362–363负责为与会代表商谈条约内容:365。外交官、政策等领域专家组成52个独立委员会及其他理事会为各种条约的具体条款制订框架，再向最高理事会推荐。这其中的劳工问题委员会和国际联盟委员会后来同意与妇女代表会晤:367–368。:67:508
世界各国领袖齐聚巴黎，为起草停戰協定后的和平条款谈判。国际妇女参政联盟副主席及辅助组织法国妇女参政联盟（Union française pour le suffrage des femmes）主席玛格丽特·德维特-斯伦贝谢（Marguerite de Witt-Schlumberger）1919年1月18日致信美国总统伍德罗·威尔逊，敦促他为妇女参与条约谈判和政策探讨提供方便:1–2。法国妇女参政活动家对针对妇女的战争罪行和妇女政治机构缺乏正式发声渠道充满忧虑，于1月25日再度致信威尔逊，强调妇女曾与男子并肩作战，无数女子在战争期间支持男子，巴黎和会理应解决妇女议题。威尔逊承认妇女的参与和牺牲，但不同意让女人正式参与和谈，声称妇女关心的议题超出和会范畴，与会代表无权对各国政府如何管理国内事务指手划脚。
2月1日，以《女子生活》（La Vie Feminine）主编、法国前内阁部长加斯顿·汤姆森（Gaston Thomson）之女瓦伦丁·汤姆森（Valentine Thomson）为首的80名法国女子面见威尔逊，呼吁总统把妇女诉求纳入和会议程；威尔逊的答复与之前类似，妇女公民和政治权利属国内事务。2月3至8日，劳工和社会主义国际大会在瑞士伯尔尼召开，匈牙利驻瑞士大使、匈牙利女权主义者协会创始人罗西卡·史威默（Rosika Schwimmer）组织特别会议，邀请国际妇女争取永久和平委员会成员参加:506–507。劳工和社会主义国际大会代表决定支持用民主手段建立國際聯盟和妇女参与巴黎和谈:506–507。
法国妇女参政联盟和法国妇女全国委员会（Conseil National des femmes françaises）成员有样学样，在德维特-斯伦贝谢带领下邀请国际同仁于2月10日和会召开同期齐聚巴黎:2。她们向所有協約國妇女参政权组织发出参加妇女大会的邀请函，向“正式”大会（指巴黎和会）代表转达她们的观点和诉求；法国女权人士同时致力于说服和会男代表支持妇女参与:2，坚信只有依靠国际合作与协调才能解决国内社会经济问题:29。响应号召派代表参加大会或带来所在国情况的国家包括法国、意大利、英国、美国、亚美尼亚、比利时、新西兰、波兰、罗马尼亚、南非:9:89, 104。

## 动作

### 二月

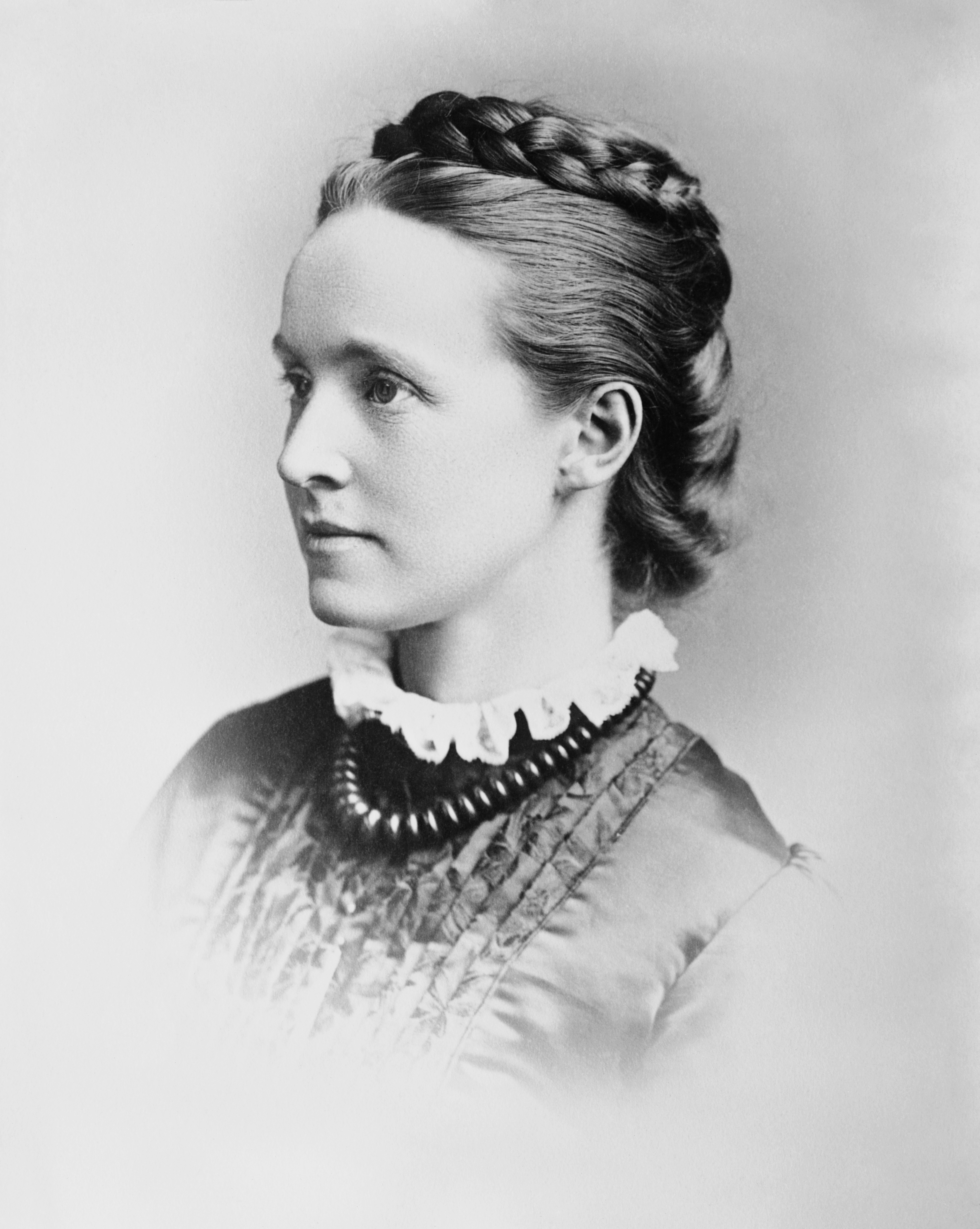
米利琴特·費塞特

巴黎和会谈判从1919年1月持续到5月:60，妇女大会从2月中旬持续到4月中旬:1。2月10日大会开幕，巴黎青年律师协会副主席、法国妇女参政联盟中央委员会书记员、女律师苏珊·格林伯格（Suzanne Grinberg）担任大会书记:310。汤姆森与法国妇女参政联盟成员:9、作家路易丝·康潘（Louise Compain）充当格林伯格的编辑和翻译:9。德裔美国报社记者康斯坦斯·德雷克塞尔（Constance Drexel）在大会期间与妇女代表合作，为芝加哥论坛报外国通讯社撰写每日报导。
2月11日，英国妇女参政运动领导人、全國婦女選舉權聯盟主席米利琴特·費塞特为首的代表团拜访威尔逊:4。其他成员包括亚美尼亚代表泽贝尔·耶赛恩（Zabel Yesayan）:104，她带来报告反映战争期间亚美尼亚和马其顿妇女被掳并关进后宫的问题:105。意大利全国赞成选举权联合会主席玛格丽塔·安科纳（Margherita Ancona）:9；妇女自由联盟成员兼新闻工作者、南非联盟成员妮娜·博伊尔（Nina Boyle）:9。比利时代表包括该国妇女参政权联合会主席简·布里戈德（Jane Brigode）:69、比利时全国妇女理事会和妇女权利联盟主席玛丽·帕伦特（Marie Parent）。英国代表包括全國婦女選舉權聯盟成员雷·斯特雷奇（另一位是罗莎蒙德·史密斯（Rosamond Smith）。法国代表除德维特-斯伦贝谢外，还有法国妇女参政联盟创始人兼首任秘书长塞西尔·布伦施维格（Cécile Brunschvicg），法国妇女全国委员会立法机构主席玛格丽特·皮雄-兰德里（Marguerite Pichon-Landry）。美国代表有联邦政府妇女社会卫生部长凯瑟琳·贝曼·戴维斯（Katharine Bement Davis），民主党妇女委员会主席弗洛伦斯·贾弗里·哈里曼（Florence Jaffray Harriman），全国节育联盟和新罕布什尔州科尼什（Cornish）平等参政权联盟成员朱丽叶·巴雷特·鲁比（Juliet Barrett Rublee）。代表团提议和会增设妇女委员会关注妇女和儿童议题:4，威尔逊在会上提议由巴黎和会男外交官组建妇女委员会，国际联盟妇女大会充当顾问机构:4。
2月12日，妇女大会代表团前往爱丽舍宫拜访法国总统雷蒙·普恩加萊和夫人亨丽埃特（Henriette Poincaré）。代表团成员包括德维特-斯伦贝谢:9、妇女基督教禁酒联盟新西兰尼爾遜分会主席露丝·阿特金森（Ruth Atkinson）:9，其他成员来自比利时、法国、意大利、英国，可能还有澳大利亚的代表。此外还有三名美国代表：哈里曼、鲁比，以及基督教青年会法国分会主席哈丽特·泰勒（Harriet Taylor）。2月13日，威尔逊将妇女大会请求转达他与阿瑟·貝爾福（英）、乔治·克列孟梭（法）、罗伯特·蓝辛（美）、牧野伸顯男爵（日本）、阿尔弗雷德·米尔纳（英）、维托里奥·埃曼努尔·奥兰多（意）、斯蒂芬·毕盛（法）、西德尼·桑尼诺（意）等人构成的十人理事会，以及甘加·辛格（Ganga Singh，印）和其他政要，但他们还是没有接受妇女大会诉求。法国总理克列孟梭建议妇女大会与劳工委员会合作:67。
连连碰壁的妇女大会没有灰心，继续争取和会代表支持。朱尔斯·康本（Jules Cambon）、保罗·海曼斯和普恩加莱都在会晤后表示，对亚美尼亚、比利时、希腊、法国、波兰和塞尔维亚驱逐妇女，以及希腊与奥斯曼帝国贩卖妇女这类重大问题应当听取妇女意见，妇女大会可以提供重要参考。部分从英国赶来的女士二月底回国，全国妇女选举权联盟执行委员会委员玛格丽·科贝特·阿什比（Margery Corbett Ashby）:9，倡导刑事改革的前全国女工联盟主席、妇女选举权宪法协会成员玛格丽·弗莱在三月初赶到:9。此外，米蘭意大利全国妇女联盟的格拉齐耶拉·桑尼诺·卡尔皮（Graziella Sonnino Carpi），波兰的伊娃·米特奇玛（Eva Mitzhouma）均在二月底赶来巴黎参加妇女大会。

### 三月
妇女大会代表与16个国家的巴黎和会代表会晤争取支持，希望至少能让妇女代表加入可能处理妇女儿童议题的委员会:6。3月11日，以德维特-斯伦贝谢为首的妇女代表团同十人理事会面谈，但威尔逊没有参与:508:7。在场和会代表同意妇女代表旁听国际劳工立法委员会和国际联盟委员会磋商:508。虽然这还远远没有达到妇女代表期望，但妇女正式参与国际条约谈判已是史无前例:7。
3月18日，提倡妇女参政权的证人向国际劳工立法委员会作证，概述妇女工作条件:508:68:89。这些证人除英国代表阿什比外，还有法国代表布伦施维格:89，女裁缝兼法国基督教工人联合会（Confédération française des travailleurs chrétiens）成员尤金·贝克曼斯（Eugénie Beeckmans）:89、法国总工会工人代表乔其纱·布约特（Georgette Bouillot）:89:30、法国在家工作办事处（Office français du travail à domicile）创始人、工会成员珍妮·布维耶（Jeanne Bouvier）:89:30；同为法国在家工作办事处创始人的和平主义者、法国妇女全国委员会成员加布里埃尔·杜尚（Gabrielle Duchêne）:89:30；律师、新闻工作者兼法国妇女权利联盟（Ligue française pour le droit des femmes）秘书长玛丽亚·维罗纳（Maria Vérone）:89。其他国家代表包括哈里曼（美）:89、巴黎和会意大利代表马里亚诺·达梅里奥（Mariano D'Amelio）的夫人玛丽·达梅里奥-蒂沃利（Marie d'Amalio-Tivoli）:89，以及比利时基督教女权主义（Féminisme chrétien de Belgique）创始人路易丝·范登普拉斯（Louise van den Plas）:89。
妇女大会代表向国际劳工立法委员会主席龔帕斯递交决议，涵盖工作条件对健康的危害等多种议题。她们建议限制每天和每周工作时间，分析生活成本制订合理的最低工资标准，同工同酬；呼吁规管童工、带薪产假和技术职业培训。她们还要求各国建立正式妇女成员组织，这些组织有权分析可能影响妇女的立法政策并提出建议。:89美国工会成员玛丽·安德森（Mary Anderson）和罗斯·施耐德曼（Rose Schneiderman）抵达巴黎的时间太晚，没赶上向国际劳工立法委员会作证，她们与威尔逊会晤，呼吁让妇女融入全球治理框架，总统承诺做到但没有落实:31–32。妇女代表到三月底已促使和会代表同意妇女可从事国际联盟所有职务，罗伯特·塞西尔勋爵递交决议，国际联盟委员会3月28日投票一致通过。

### 四月

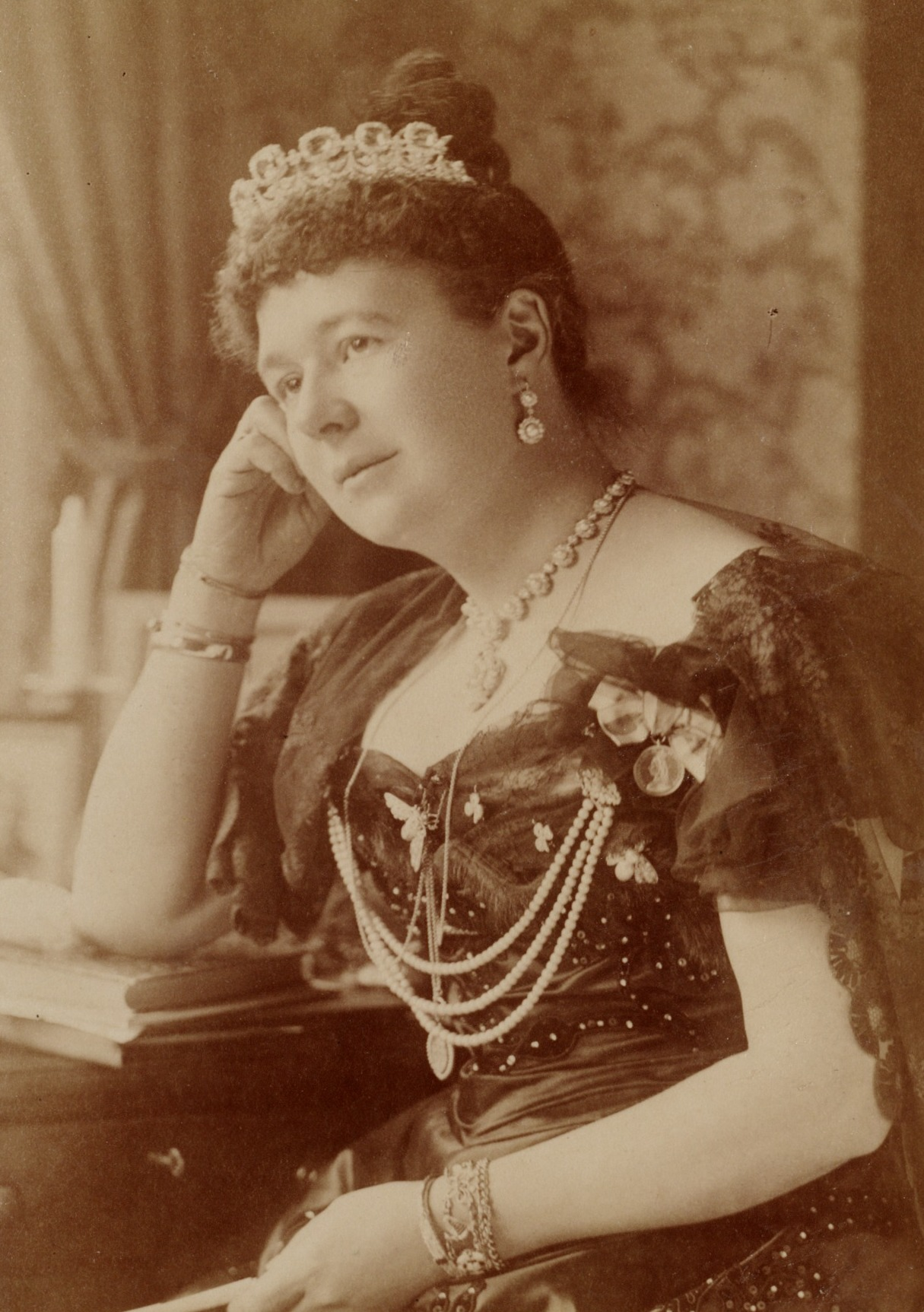
阿伯丁夫人

妇女代表与国际劳工立法委员会磋商后，国际妇女理事会主席阿伯丁夫人（Lady Aberdeen）抵达巴黎，协助筹备向国际联盟委员会介绍妇女诉求。她召集众多妇女代表准备向和会代表宣读的决议，其中主要关注三大领域：公民地位、政治地位、人权。:104–105她们宣称国际法没有明确妇女和儿童的公民地位，对容忍童婚、卖淫和妇女儿童贩运宽大处理，将妇女视为丈夫和父亲动产的民法规定深表忧虑，呼吁从国际法层面提供保护:105，还建议设立公共健康保护机构，就卫生和疾病问题向公众提供建议。决议指出，妇女在战争期间受苦受难，同时军人走上前线导致后方空虚，许多工作都是妇女完成，为祖国安全和福祉贡献很大。她们要求赋予女人参政权，为她们参与政府治理打开大门。决议最后呼吁在国际高度确保基础教育提供文明与公民义务培训，强调尊重所有国家公民的人文、文化和人权。:106
- 前排：玛丽·达梅里奥-蒂沃利（意）、艾薇儿·德圣克罗克斯（法）、朱莉·西格弗里德（法）、阿伯丁夫人（英）、玛格丽特·德维特-斯伦贝谢（法）
- 后排：康斯坦斯·德雷克塞尔（美）、朱丽叶·巴雷特·鲁比（美）、妮可·吉拉德-曼金（法）、苏珊·格林伯格（法）、不明人士、玛丽亚·维罗纳（法）、不明人士、玛格丽·科贝特·阿什比（英）、塞西尔·布伦施维格（法）、爱丽丝·夏沃尼（意）、范妮·弗恩·安德鲁斯（美）

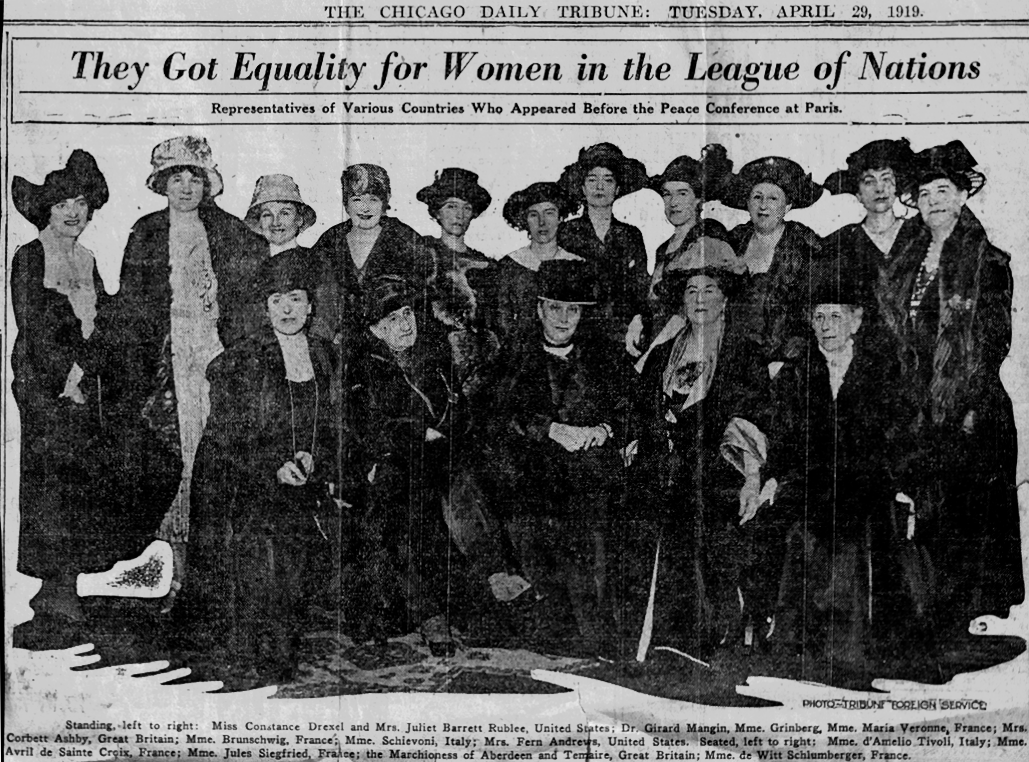
与会人士（从左至右）：
- 前排：玛丽·达梅里奥-蒂沃利（意）、艾薇儿·德圣克罗克斯（法）、朱莉·西格弗里德（法）、阿伯丁夫人（英）、玛格丽特·德维特-斯伦贝谢（法）
- 后排：康斯坦斯·德雷克塞尔（美）、朱丽叶·巴雷特·鲁比（美）、妮可·吉拉德-曼金（法）、苏珊·格林伯格（法）、不明人士、玛丽亚·维罗纳（法）、不明人士、玛格丽·科贝特·阿什比（英）、塞西尔·布伦施维格（法）、爱丽丝·夏沃尼（意）、范妮·弗恩·安德鲁斯（美）

4月10日，国际联盟妇女大会17名代表向国际联盟委员会提出诉求:7，其中包括阿伯丁夫人、德维特-斯伦贝谢、阿什比、布伦施维格、弗莱、格林伯格、鲁比、达梅里奥-蒂沃利、维罗纳。其他法国代表包括法国妇女参政联盟和国际妇女理事会指导委员会成员加布里埃尔·阿尔芬·萨尔瓦多，（Gabrielle Alphen-Salvador）:104军医兼法国妇女参政联盟宣传人士妮可·吉拉德-曼金（Nicole Girard-Mangin）:104，法国妇女参政联盟书记玛丽-路易丝·普希（Marie-Louise Puech）:104、新闻工作者兼法国妇女全国委员会书记艾薇儿·德圣克罗克斯（Avril de Sainte-Croix）:104，法国妇女全国委员会主席朱莉·西格弗里德（Julie Siegfried）:104。其他代表包括罗马尼亚总理扬·约内尔·布勒蒂亚努的夫人埃丽莎·布勒蒂亚努（Elisa Brătianu）:104，加拿大裔美国教师、和平主义者、妇女和平党成员、美国学校和平联盟创始人范妮·弗恩·安德鲁斯（Fannie Fern Andrews）:104，意大利妇女全国理事会（Consiglio Nazionale delle Donne Italiane）成员爱丽丝·夏沃尼（Alice Schiavoni）:104。代表坚持要求妇女在国际联盟所有职位、委员会和机构享有男子同等机遇，不给予妇女平等待遇的政府禁止加入国际联盟:7。她们主张一旦准许民族自決就应赋予女子生活自主的平等机遇和法律权利。她们要求保障妇女参政权、承诺妇女公民、权利地位和人权的呼声最后沦为空谷足音。不过，纳入《凡尔赛条约》的《国际联盟公约》第七条承认妇女有权出任国际联盟所有职务。:8

## 影响
巴黎和会代表拒绝把妇女公民和政治机构视为国际关注议题或人权事务，认为应由各国自行决定公民资格要求，特别是已婚妇女的公民权利:500。他们认为国际联盟妇女大会在教育、劳工和国籍领域的建议“太过激进”、不能实施，其中大部分未经充分探讨便被拒之门外:507。不过，《国际联盟公约》包含“成员国应促进男子、女子和儿童人道劳动条件，防止贩卖妇女和儿童”的规定。
大部分支持成立国际联盟的女权人士对《凡尔赛条约》最终条款深感失望。国际妇女争取永久和平委员会1919年5月17至19日在苏黎世举办和会，与会代表谴责《凡尔赛条约》缺乏谴责暴力的规定，同时谴责其中的惩罚措施，批评条约把妇女排除在公民和政治事务之外。国际妇女争取永久和平委员会在苏黎世和会更名国际妇女争取和平与自由联盟，与会代表把国际联盟妇女大会的众多构想纳入《妇女宪章》并在会上通过:507。国际劳工组织初建时属国际联盟机构，该机构将妇女大会提出的同工同酬写入宪章前言:32，同时管理文件明确规定国际劳工大会需有女代表参加，大会应讨论妇女议题。
妇女劳工领袖也对谈判结果感到失望，打算参加计划同年11月在哥伦比亚特区召开的国际劳工大会。妇女工会联盟主席玛格丽特·德雷尔·罗宾斯（Margaret Dreier Robins）认为正式议程肯定又会把妇女排除在外，为此她推动国际职业妇女大会在10月29日召开，拟定重要议程准备向国际劳工大会提出。:1064–1065大会代表在十天会议期间把国际联盟妇女大会代表提出的大部分劳工标准和工人权利保障写入决议:1066。国际职业妇女大会众多代表随后参加国际劳工大会并积极发言，促使大会对产假、工时和童工问题制订国际劳工标准，不过最后通过的标准依然低于妇女代表提议:1069–1070。

## 纪录和研究
第二次世界大战期间，法国、比利时、列支敦斯登、荷兰和国际妇女运动档案馆的女权人士档案遭纳粹洗劫。苏联红军攻入納粹德國占领区后把这些文献带到莫斯科，存放在国家安全委员会的特别档案馆（Особый архив），后在20世纪90年代初重新发现。受開放政策和改革重组政策改革影响，这些文献最终回到所属国怀抱。法国档案记录分成两批，在2000年2月和11月交付，再经法國外交部档案部编目。心血被盗的女权人士早已作古，她们的后裔决定公开档案更有利于后世并创办女权档案馆协会，计划在昂热大学建立女权主义档案馆。经过两年整理和分类后档案馆开放，方便学者查阅和评估文献。
妇女代表与十人理事会及巴黎和会代表的会晤内容没有列入和会正式记录:498，法国档案又长期遗失，导致21世纪才有学者开始全面研究国际联盟妇女大会:495。新研究结果表明妇女在一战结束之际积极参与和平进程，渴望在国际政策制订过程中承担公共责任。澳大利亚人文学院历史学家格伦达·斯卢加表示，“女人自决是国家民主化的必然结果”。:496–4972019年，加利福尼亞州立大學历史学家蒙娜·西格尔和罗格斯大学历史学家多萝西·苏·科布尔（Dorothy Sue Cobble）在第133届美國歷史學會会议演讲，重新评估国际联盟妇女大会对1919年和平进程的意义。西格尔认为与会妇女代表的大部分目标未能实现，但她们的坚持令妇女从此得以正式参与国际条约谈判，促使人权探讨全球化，两项成就影响深远并持续至今:9。

## 与会人士

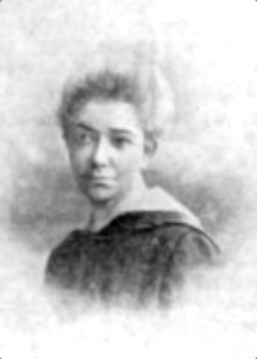
玛格丽塔·安科纳
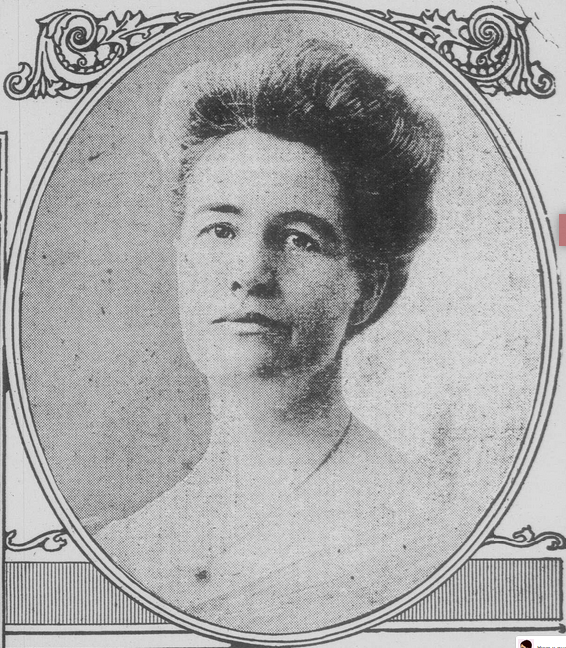
范妮·弗恩·安德鲁斯
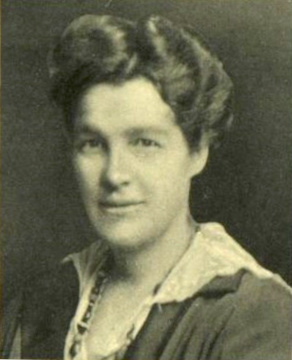
玛格丽·科贝特·阿什比
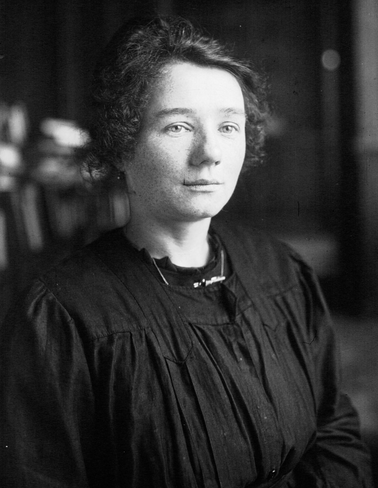
乔其纱·布约特
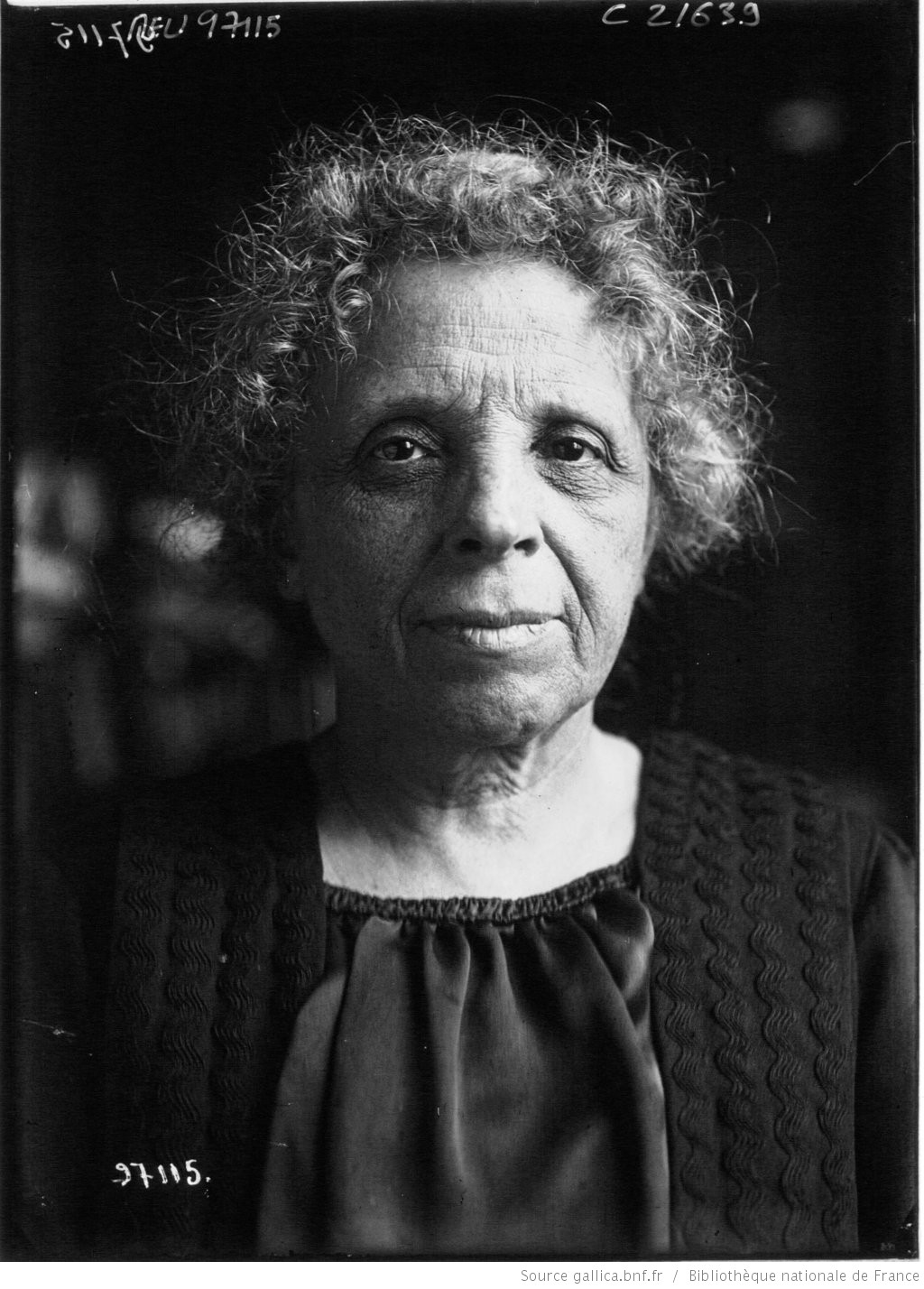
珍妮·布维耶
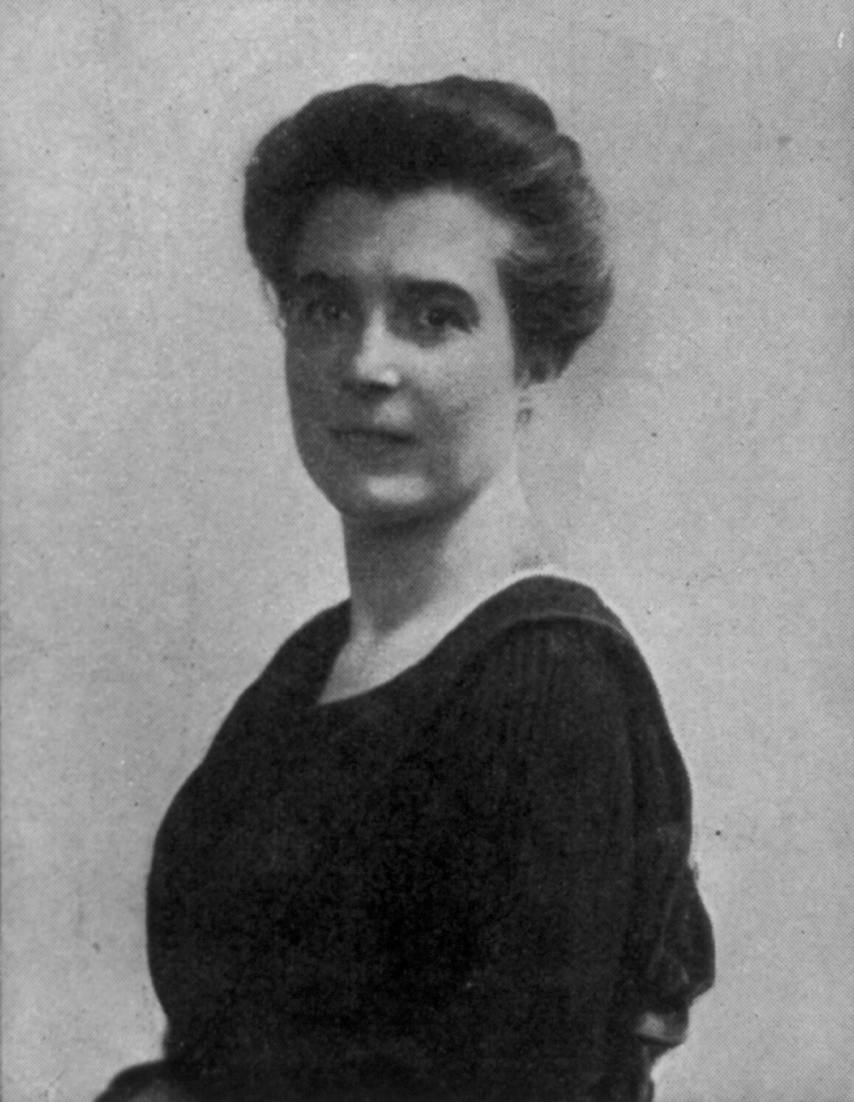
简·布里戈德
塞西尔·布伦施维格
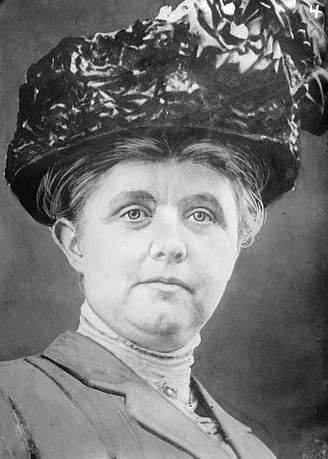
凯瑟琳·贝曼·戴维斯
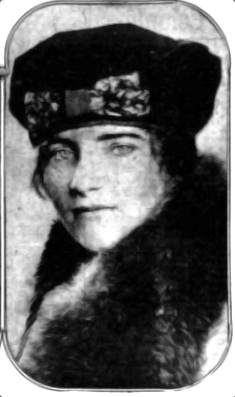
康斯坦斯·德雷克塞尔
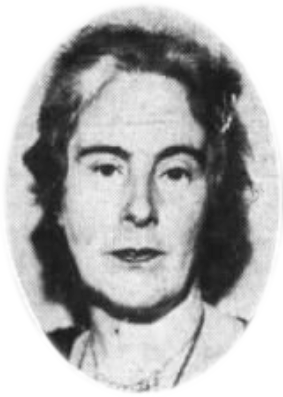
玛格丽·弗莱
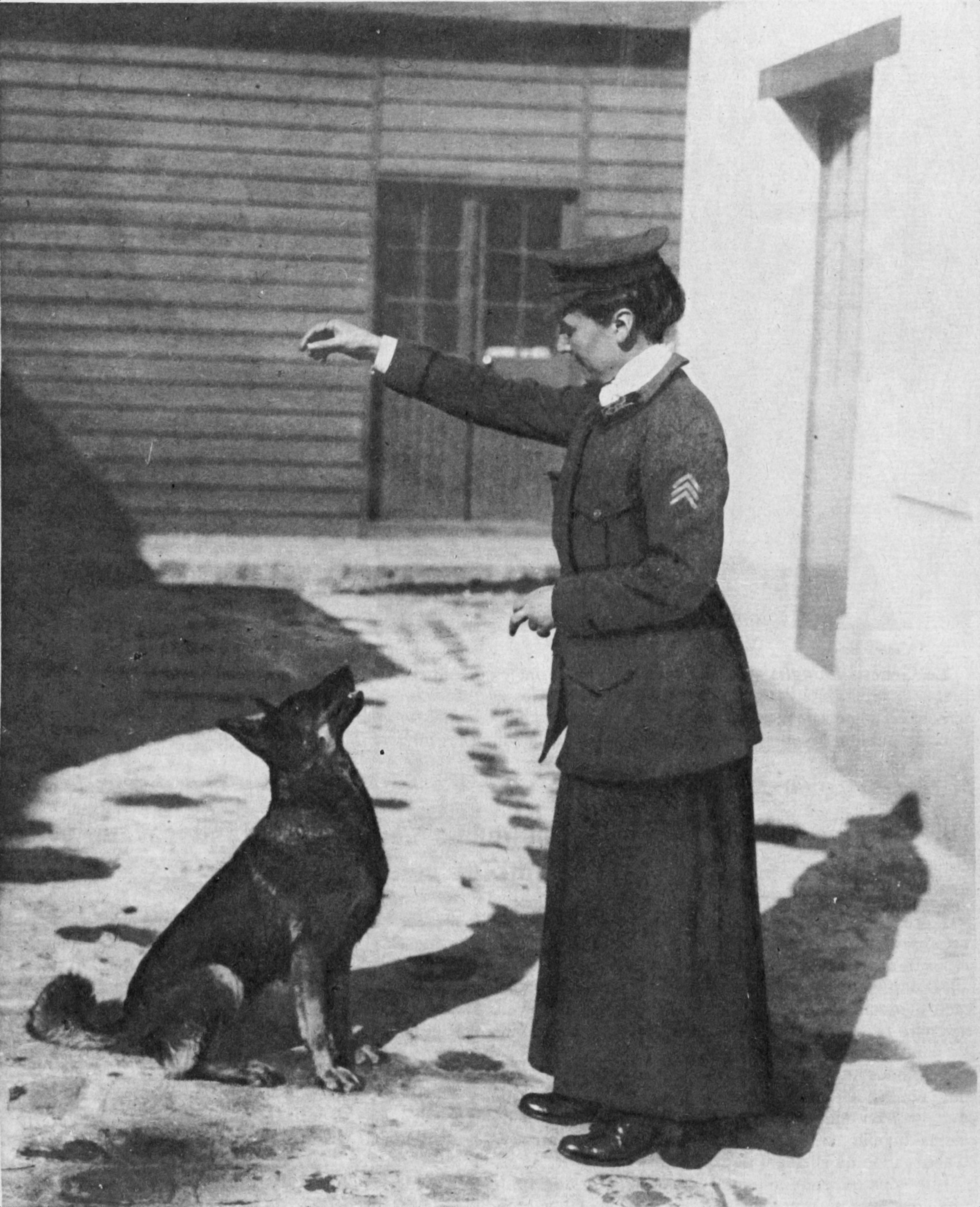
妮可·吉拉德-曼金
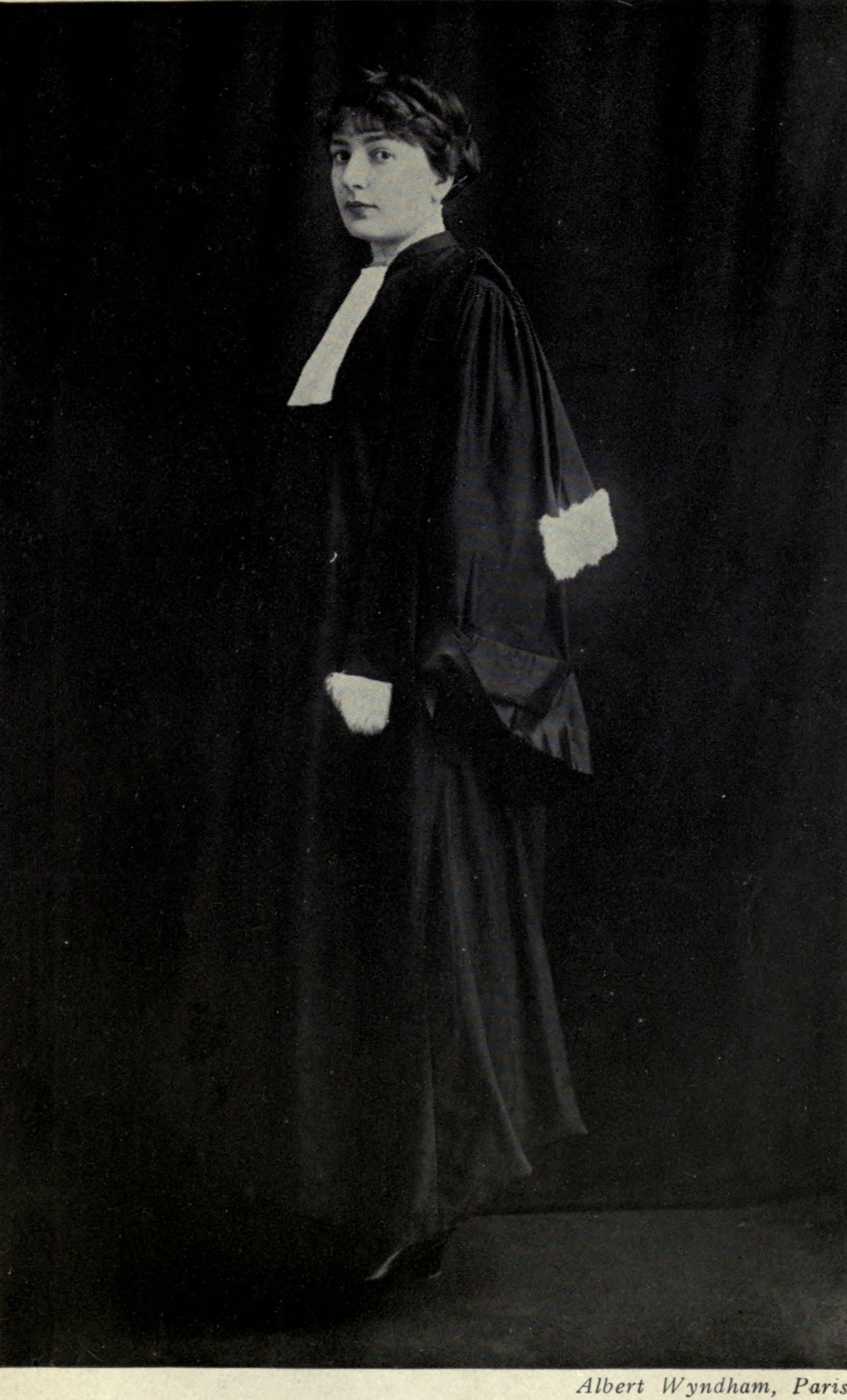
苏珊·格林伯格
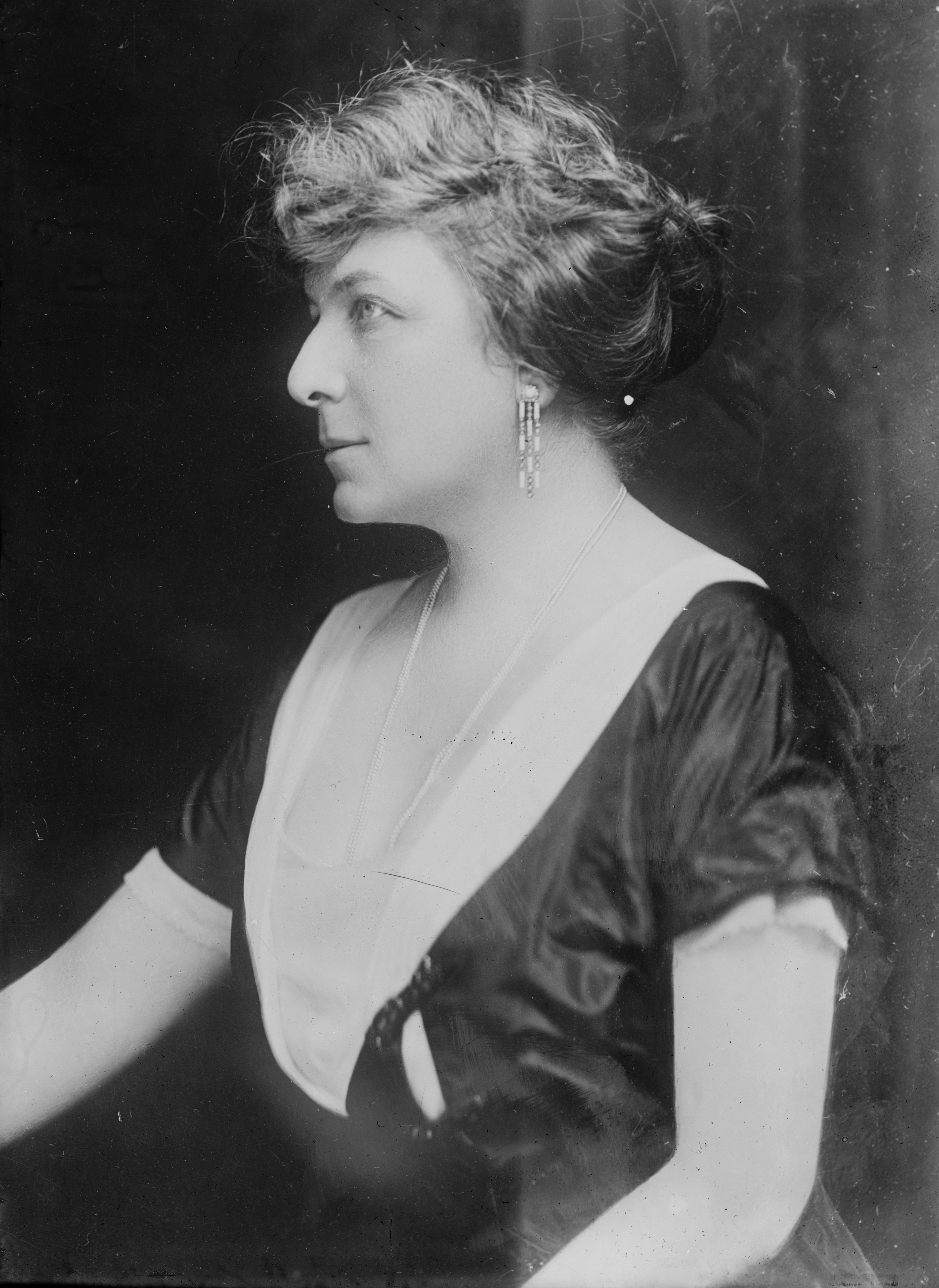
弗洛伦斯·贾弗里·哈里曼
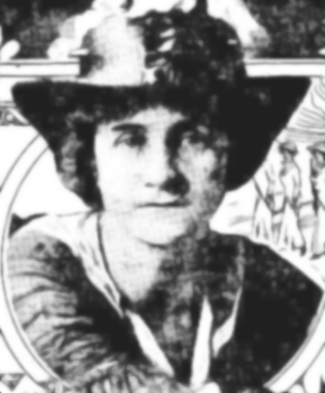
朱丽叶·巴雷特·鲁比
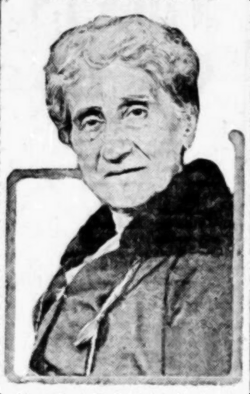
艾薇儿·德圣克罗克斯
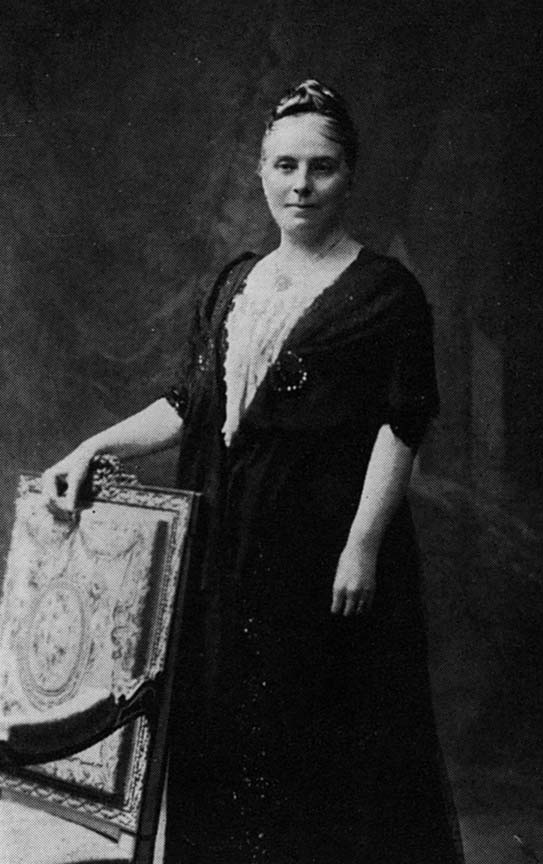
朱莉·西格弗里德
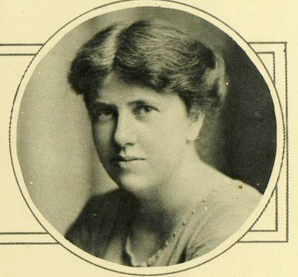
雷·斯特雷奇
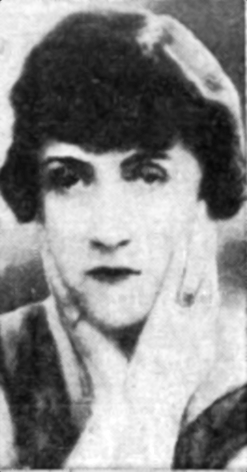
瓦伦丁·汤姆森
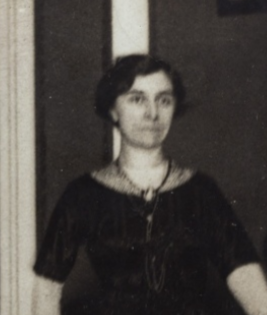
玛丽亚·维罗纳